# LNFA Elite 2013
La LNFA Elite 2013 è stata la 19ª edizione del campionato di football americano di primo livello, organizzato dalla FEFA.

## Squadre partecipanti
| Club                   | Città                     | Stadio | Sponsor ufficiale | Risultato nella stagione 2012 |
| ---------------------- | ------------------------- | ------ | ----------------- | ----------------------------- |
| Badalona Dracs         | Badalona                  |        |                   |                               |
| Las Rozas Black Demons | Las Rozas de Madrid       |        |                   |                               |
| L'Hospitalet Pioners   | L'Hospitalet de Llobregat |        |                   |                               |
| Osos de Rivas          | Rivas-Vaciamadrid         |        |                   |                               |
| Valencia Firebats      | Valencia                  |        |                   |                               |
| Valencia Giants        | Valencia                  |        |                   |                               |

## Stagione regolare

### Calendario

#### 1ª giornata
| 26 gennaio 2013 | L'Hospitalet Pioners | 32 – 6 (12-6 7-0 13-0 0-0) | Las Rozas Black Demons |  |

| 26 gennaio 2013 | Osos de Rivas | 13 – 28 | Badalona Dracs |  |

| 26 gennaio 2013 | Valencia Firebats | 6 – 21 | Valencia Giants |  |

#### 2ª giornata
| 2 febbraio 2013 | Badalona Dracs | 27 – 9 | Valencia Firebats |  |

| 2 febbraio 2013 | Osos de Rivas | 0 – 35 (0-7 0-14 0-14 0-0) | L'Hospitalet Pioners |  |

| 3 febbraio 2013 | Valencia Giants | 23 – 6 | Las Rozas Black Demons |  |

#### 3ª giornata
| 16 febbraio 2013 | L'Hospitalet Pioners | 48 – 12 (14-0 14-0 6-6 14-6) | Badalona Dracs |  |

| 16 febbraio 2013 | Las Rozas Black Demons | 13 – 41 | Valencia Firebats |  |

| 17 febbraio 2013 | Valencia Giants | 39 – 21 | Osos de Rivas |  |

#### 4ª giornata
| 23 febbraio 2013 | L'Hospitalet Pioners | 78 – 12 (20-6 21-6 30-0 7-0) | Valencia Giants |  |

| 23 febbraio 2013 | Valencia Firebats | 14 – 13 | Osos de Rivas |  |

| 23 febbraio 2013 | Las Rozas Black Demons | 6 – 14 | Badalona Dracs |  |

#### 5ª giornata
| 2 marzo 2013 | Badalona Dracs | 28 – 3 | Valencia Giants |  |

| 2 marzo 2013 | Osos de Rivas | 13 – 14 | Las Rozas Black Demons |  |

| 2 marzo 2013 | Valencia Firebats | 28 – 31 | L'Hospitalet Pioners |  |

#### 6ª giornata
| 16 marzo 2013 | Badalona Dracs | 16 – 0 | Osos de Rivas |  |

| 16 marzo 2013 | Las Rozas Black Demons | 7 – 33 (7-14 0-6 0-6 0-7) | L'Hospitalet Pioners |  |

| 17 marzo 2013 | Valencia Giants | 26 – 42 | Valencia Firebats |  |

#### 7ª giornata
| 23 marzo 2013 | Osos de Rivas | 29 – 18 | Valencia Giants |  |

| 23 marzo 2013 | Valencia Firebats | 48 – 21 | Las Rozas Black Demons |  |

#### 8ª giornata
| 6 aprile 2013 | L'Hospitalet Pioners | 48 – 0 (21-0 13-0 7-0 7-0) | Osos de Rivas |  |

| 6 aprile 2013 | Valencia Firebats | 12 – 28 | Badalona Dracs |  |

| 6 aprile 2013 | Las Rozas Black Demons | 16 – 32 | Valencia Giants |  |

#### 9ª giornata
| 13 aprile 2013 | Badalona Dracs | 6 – 0 | L'Hospitalet Pioners |  |

#### 10ª giornata
| 20 aprile 2013 | Badalona Dracs | 47 – 7 | Las Rozas Black Demons |  |

| 20 aprile 2013 | Osos de Rivas | 29 – 6 | Valencia Firebats |  |

| 20 aprile 2013 | Valencia Giants | 13 – 19 (6-7 0-6 7-6 0-0) | L'Hospitalet Pioners |  |

#### 11ª giornata
| 4 maggio 2013 | L'Hospitalet Pioners | 34 – 27 (7-7 7-13 10-0 10-7) | Valencia Firebats |  |

| 5 maggio 2013 | Las Rozas Black Demons | 20 – 31 | Osos de Rivas |  |

| 5 maggio 2013 | Valencia Giants | 22 – 22 | Badalona Dracs |  |

### Classifica
La classifica della regular season è la seguente:
- PCT = percentuale di vittorie, G = partite giocate, V = partite vinte,  P = partite perse, PF = punti fatti, PS = punti subiti

| Pos. | Squadra                | PCT  | G  | V | N | P | PF  | PS  |
| ---- | ---------------------- | ---- | -- | - | - | - | --- | --- |
| 1    | L'Hospitalet Pioners   | .900 | 10 | 9 | 0 | 1 | 358 | 111 |
| 2    | Badalona Dracs         | .850 | 10 | 8 | 1 | 1 | 228 | 120 |
| 3    | Valencia Giants        | .450 | 10 | 4 | 1 | 5 | 209 | 267 |
| 4    | Valencia Firebats      | .400 | 10 | 4 | 0 | 6 | 233 | 243 |
| 5    | Osos de Rivas          | .300 | 10 | 3 | 0 | 7 | 149 | 238 |
| 6    | Las Rozas Black Demons | .100 | 10 | 1 | 0 | 9 | 116 | 314 |

## Playoff e playout

### Tabellone
|  | Semifinali | Semifinali           | Semifinali |                |   | XIX Final de la LNFA | XIX Final de la LNFA | XIX Final de la LNFA |  |
|  |            |                      |            |                |   |                      |                      |                      |  |
|  | 1          | L'Hospitalet Pioners | 26         |                |   |                      |                      |                      |  |
|  | 1          | L'Hospitalet Pioners | 26         |                |   |                      |                      |                      |  |
|  | 4          | Valencia Firebats    | 21         |                |   |                      |                      |                      |  |
|  | 4          | Valencia Firebats    | 21         |                | 1 | L'Hospitalet Pioners | 24                   |                      |  |
|  |            |                      |            |                | 1 | L'Hospitalet Pioners | 24                   |                      |  |
|  |            |                      | 2          | Badalona Dracs | 0 |                      |                      |                      |  |
|  | 2          | Badalona Dracs       | 2          | Badalona Dracs | 0 | 35                   |                      |                      |  |
|  | 2          | Badalona Dracs       |            |                |   |                      |                      |                      |  |
|  | 3          | Valencia Giants      | 6          |                |   |                      |                      |                      |  |

### Semifinali
| 18 maggio 2013 | Badalona Dracs | 35 – 6 | Valencia Giants |  |

| 19 maggio 2013 | L'Hospitalet Pioners | 26 – 21 | Valencia Firebats |  |

### Playout
| 2013 | Osos de Rivas | 34 – 0 | Barberá Rookies |  |

### XIX Final de la LNFA
| 1º giugno 2013 | L'Hospitalet Pioners | 24 – 0 | Badalona Dracs |  |

## Verdetti
- L'Hospitalet Pioners Campioni della Spagna 2013